# Lan Saka (huyện)
Lan Saka (tiếng Thái: ลานสกา) là một huyện (amphoe) của tỉnh Nakhon Si Thammarat, miền nam Thái Lan.

## Lịch sử
Huyện này ban đầu là một tiểu huyện (King Amphoe) với tên Khao Kaeo (เขาแก้ว), thuộc Mueang Nakhon Si Thammarat. Khi trụ sở huyện đã được dời đến tambon Lan Saka, huyện được đổi tên tương ứng. Năm 1958 đơn vị này đã được nâng cấp thành huyện.

## Địa lý
Các huyện giáp ranh (từ phía bắc theo chiều kim đồng hồ) là Phrom Khiri, Mueang Nakhon Si Thammarat, Phra Phrom, Ron Phibun, Thung Song, Chang Klang, Chawang và Phipun.
Vườn quốc gia Khao Luang nằm ở huyện Lan Saka.

## Hành chính
Huyện này được chia thành 5 phó huyện (tambon), các đơn vị này lại được chia ra thành 42 làng (muban). Lan Saka là một thị trấn (thesaban tambon) nằm trên một phần của tambon Khao Kaeo. Có 5 Tổ chức hành chính tambon.
| \| STT \| Tên \| Tên tiếng Thái \| Số làng \| Dân số \| \| \| --- \| ---------- \| -------------- \| ------- \| ------ \| \| \| 1. \| Khao Kaeo \| เขาแก้ว \| 6 \| 7.293 \| \| \| 2. \| Lan Saka \| ลานสกา \| 7 \| 5.775 \| \| \| 3. \| Tha Di \| ท่าดี \| 7 \| 8.031 \| \| \| 4. \| Kamlon \| กำโลน \| 11 \| 8.804 \| \| \| 5. \| Khun Thale \| ขุนทะเล \| 11 \| 10.135 \| \| | Map of Tambon |                |         |        |  |
| STT | Tên           | Tên tiếng Thái | Số làng | Dân số |  |
| 1. | Khao Kaeo     | เขาแก้ว         | 6       | 7.293  |  |
| 2. | Lan Saka      | ลานสกา         | 7       | 5.775  |  |
| 3. | Tha Di        | ท่าดี            | 7       | 8.031  |  |
| 4. | Kamlon        | กำโลน          | 11      | 8.804  |  |
| 5. | Khun Thale    | ขุนทะเล         | 11      | 10.135 |  |